# Arnebia euchroma
Arnebia euchroma är en strävbladig växtart. Arnebia euchroma ingår i släktet Arnebia och familjen strävbladiga växter.

## Underarter
Arten delas in i följande underarter:
- A. e. afghanica
- A. e. andarabica
- A. e. caespitosa
- A. e. euchroma
- A. e. grandis